# Несытов, Максимилиан Владимирович
Максимилиан Владимирович Несытов  (22 октября 1888 года, Ярославль — 10 апреля 1910 года, там же) — российский художник и скульптор.

## Биография
Родился в дворянской семье. Несытовы — одна из интеллигентных культурных семей Ярославля. Жили в доме на Которосльной набережной. Дарование Несытова проявилось рано. Он учился в губернской классической гимназии и в Городских классах рисования, где кроме рисунка, преподавались живопись и лепка. В 13 лет впервые участвовал в выставке «Северный край», был награждён бронзовой медалью.
В 1905 году поступил в Московское училище живописи, ваяния и зодчества, в 1908 году переведён в скульптурный класс художественного отдела училища. Учился у П. П. Трубецкого и С. М. Волнухина. Скульптурный портрет его сестры А. В. Несытовой, который выполнил в 1906 году С. Д. Эрьзя, говорит о знакомстве и творческих связях Несытова с этим известным скульптором.

Работа, вызвавшая недовольство черносотенцев

В эти годы Несытов участвовал в XXX и XXXI выставках училища и одновременно экспонировал свои работы в Ярославле (1905 год — 4-я выставка картин и рисунков; 1906 год — 1-я весенняя выставка картин). Среди его картин «Кровавая пятница» и «Восстание студентов в городе Ярославле» — о местных событиях 1905 года. В 1908—1909 годах активно работал как художник-карикатурист для изданий «Ярославская колотушка», «Метеор» (Казань) и «Дубинушка» (Рыбинск), как-то был избит за них черносотенцами.
Его костюмы получали первые премии на костюмированных балах. За костюмы «Правительство — революция» и «Столп Отечества» был арестован, так как например в первом костюме правительство было изображено поленом, а революция — топором. Однако, благодаря отцу, арест заменили на высылку.
Почти все творческое наследие художника погибло во время подавления Ярославского восстания 1918 года, сохранились единичные работы. В Ярославском художественном музее хранятся скульптурные произведения 1909 года «Ужас», «Отчаяние», «Страсть», «Последний поцелуй», олицетворяющие эмоциональные человеческие переживания. Трактовка образов, их пластика, манера исполнения соответствуют духу времени, в них ощутимо влияние искусства О. Родена. Вместе с тем, оригинальность, смелость, уверенность в решении пластических задач свидетельствует о творческом потенциале автора.
Умер от туберкулёза 10 апреля 1910 года в Ярославле. Похоронен на кладбище «Тугова гора». В этом же году Ярославское художественное общество устроило посмертную персональную выставку Несытова, на которой экспонировались живописные, графические и скульптурные работы.